# John Backus
John Backus (Filadelfia, 3 de diciembre de 1924 - Oregón, 17 de marzo de 2007) fue un científico de la computación estadounidense.
Lideró el equipo que inventó e implementó FORTRAN, el primer lenguaje de programación de alto nivel ampliamente utilizado , y fue el inventor de la forma Backus–Naur (BNF), una notación ampliamente utilizada para definir sintaxis de lenguajes formales. Más tarde investigó sobre el paradigma de programación a nivel de función, presentando sus hallazgos en su influyente conferencia del Premio Turing de 1977 "¿Se puede liberar la programación del estilo von Neumann?"
En 1967, el IEEE le otorgó a Backus el premio WW McDowell por el desarrollo de FORTRAN. Recibió la Medalla Nacional de Ciencias en 1975  y el Premio Turing en 1977 "por sus contribuciones profundas, influyentes y duraderas al diseño de sistemas prácticos de programación de alto nivel, en particular a través de su trabajo en FORTRAN, y por la publicación de procedimientos formales para la especificación de lenguajes de programación".
John Backus se jubiló en 1991. Murió en su casa de Ashland (Oregón), el 17 de marzo de 2007.

## Biografía
Backus nació en Filadelfia y creció en las cercanías de Wilmington (Delaware).  Estudió en The Hill School en Pottstown (Pensilvania) , pero aparentemente no fue un estudiante diligente.  Ingresó a la universidad en la Universidad de Virginia para estudiar química, pero tuvo dificultades con sus clases allí, y fue expulsado después de menos de un año por mala asistencia.  Posteriormente fue reclutado en el Ejército de los EE. UU. durante la Segunda Guerra Mundial,  y finalmente llegó a tener el rango de cabo, siendo puesto al mando de una batería antiaérea estacionada en Fort Stewart (Georgia).
Después de recibir altas calificaciones en una prueba de aptitud militar, el Ejército lo envió a estudiar ingeniería en la Universidad de Pittsburgh.  Más tarde se transfirió a un programa premédico en Haverford College.  Durante una pasantía en un hospital, se le diagnosticó un tumor óseo en el  cráneo, que fue extirpado con éxito, y se le instaló una placa en la cabeza. Luego se trasladó a la Escuela de Medicina Flower and Fifth Avenue para la escuela de medicina, pero la encontró poco interesante y abandonó después de nueve meses. Pronto se sometió a una segunda operación para reemplazar la placa de metal en su cabeza con una de su propio diseño, y recibió una baja médica honorable del Ejército de los EE. UU. en 1946.
Tras mudarse a la ciudad de Nueva York, se formó inicialmente como técnico de radio y se interesó por las matemáticas. Se graduó en la Universidad de Columbia con una licenciatura en 1949 y una maestría en 1950, ambas en matemáticas, y se unió a IBM en 1950. Durante sus primeros tres años, trabajó en la Calculadora Electrónica de Secuencia Selectiva (SSEC) ; su primer proyecto importante fue escribir un programa para calcular las posiciones de la Luna . En 1953, Backus desarrolló el lenguaje Speedcoding, el primer lenguaje de alto nivel creado para una computadora IBM, para ayudar en el desarrollo de software para la computadora IBM 701.
En esa época, la programación era muy difícil y, en 1954, Backus reunió a un equipo para definir y desarrollar un lenguaje de programación más cercano a la notación matemática normal. De ese proyecto surgió el lenguaje FORTRAN  para la computadora IBM 704. Fortran fue el primer lenguaje de programación de alto nivel que se utilizó ampliamente. Este lenguaje hizo que las computadoras fueran máquinas prácticas y accesibles para los científicos y otros sin necesidad de que tuvieran un conocimiento profundo de la maquinaria. A pesar del tiempo que ha pasado y que FORTRAN ha perdido mucha relevancia, aún es usado por muchas empresas y centros de investigación.
Backus formó parte de los comités internacionales que desarrollaron ALGOL 58 y el muy influyente ALGOL 60, que rápidamente se convirtió en el estándar mundial de facto para la publicación de algoritmos. Backus desarrolló la notación Backus–Naur (BNF) (Backus-Naur Form o BNF) donde une el nombre de Backus al de Peter Naur, un informático europeo del comité ALGOL que contribuyó a su definición, y  publicada en el informe de la UNESCO sobre ALGOL 58. Era una notación formal capaz de describir cualquier lenguaje de programación libre de contexto, y fue importante en el desarrollo de compiladores. Se probaron algunas desviaciones de este enfoque (notablemente en Lisp y APL), pero en la década de 1970, las especificaciones libres de contexto de Backus–Naur para lenguajes de computadora se habían vuelto bastante estándar, luego del desarrollo de generadores de compiladores automatizados como yacc .
Backus se interesó sobre todo por la Programación funcional, y proyectó el lenguaje de programación FP, descrito en el texto que le sirvió para ganar el premio Turing, «Can Programming be Liberated from the Von Neumann Style?» Se trata de un lenguaje de uso fundamentalmente académico, que sin embargo animó un gran número de investigaciones. El proyecto FP, transformado en FL, se terminó cuando Backus se jubiló en IBM, en 1991.
John Backus falleció el sábado 17 de marzo de 2007, a la edad de 82 años en su casa en Ashland, Oregón por causas naturales, de acuerdo a la declaración de su familia.

## Premios y honores
- Nombrado IBM Fellow (1963)[21][22]
- Premio W. W. McDowell (1967)[21][23]
- Medalla Nacional de la Ciencia (1975)[21][24]
- Premio Turing (1977)[10][21]

- Miembro de la Academia Americana de las Artes y las Ciencias (1985)[25]
- Doctor honoris causa Université Henri-Poincaré (1989)[26]
- Premio Draper (1993)[27]

- Premio Fellow del Museo de Historia de la Informática «por su desarrollo de FORTRAN, contribuciones a la teoría de sistemas informáticos y gestión de proyectos de software». (1997)[28]
- Asteroide 6830 Johnbackus bautizado en su honor (1 de junio de 2007)[29]